# Microtonalisme

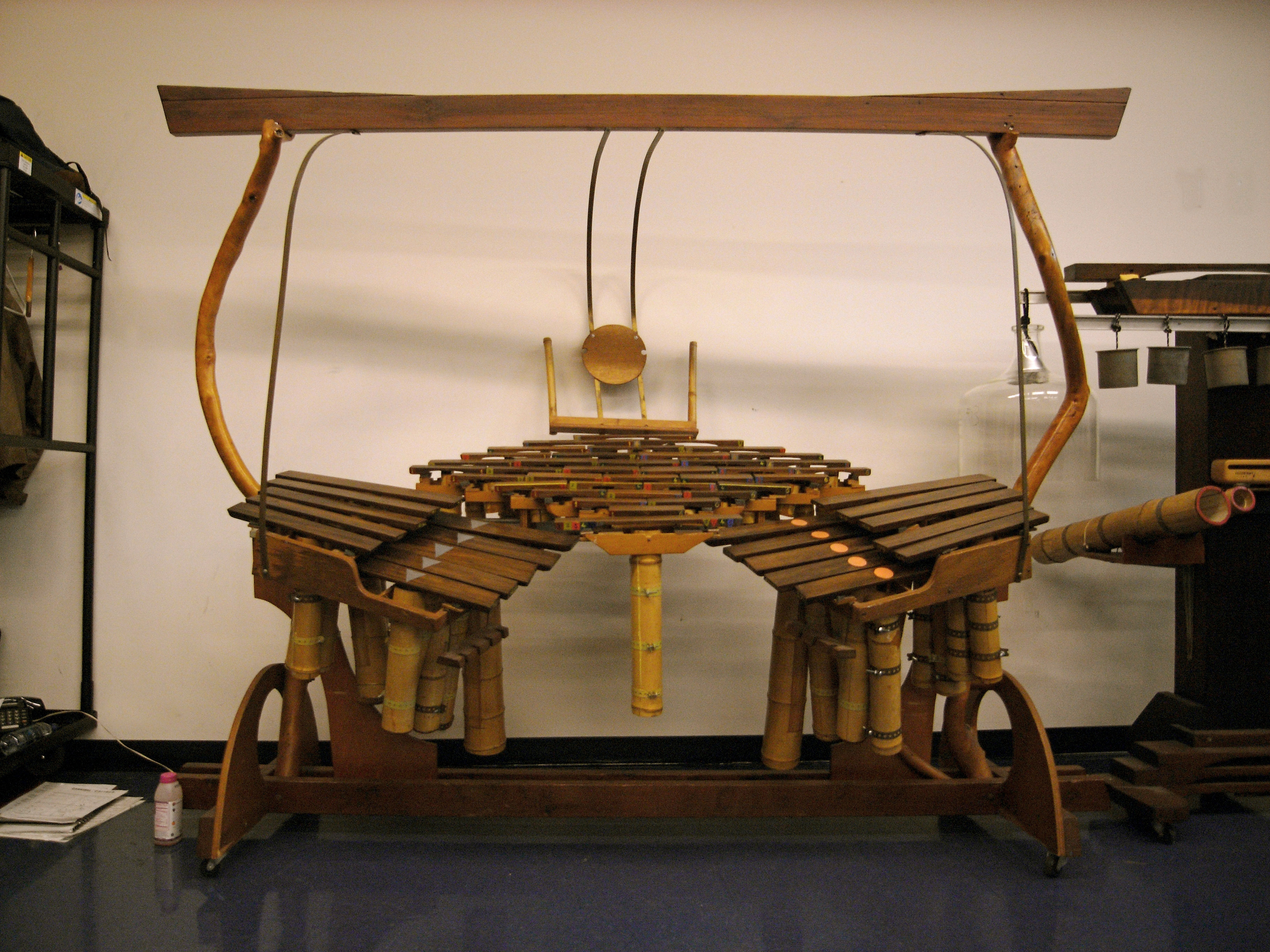
Quadrangularus Reversum (Harry Partch).

Els microtonalismes, en música, s'utilitzen en sistemes de composició en els quals les distàncies entre les notes d'una escala poden ser de menys d'un semitò. Ja al segle XVI, Nicola Vicentino va dissenyar un arciorgano i un arcicembalo, ambdós amb 36 tecles per octava, i va compondre música a propòsit per a aquests instruments.
Des del segle xx, són nombrosos els compositors que han experimentat amb el microtonalisme, com ara Alois Hába (Txecoslovàquia, 1893 - 1973) qui va utilitzar quarts de tò, Julián Carrillo Trujillo (Mèxic, 1875 - 1965), Ivan Alexandrovich Vjschnegradskij (Rússia, 1893 - 1979) i Ferruccio Busoni (Itàlia, 1866 - 1924), qui va utilitzar fins i tot sisens de tò.
La música electrònica facilita l'ús de qualsevol tipus d'afinació microtonal. El 1954, Karlheinz Stockhausen va construir el seu Studie II electrònic en una escala de 81 passos a partir de 100 Hz amb un interval de 51/25 entre passos, i a Gesang der Jünglinge (1955–56) va utilitzar diverses escales, que van des de set a seixanta divisions iguals de l'octava. Recentment, amb l’ús de sintetitzadors, músics de pop, rock o jazz, com Radiohead, Jon Catler o Jacob Collier, han introduit microtonalitats a les seves composicions.
A més a més de les experiències compositives occidentals, a la música índia també s'utilitzen sovint els microtonalismes, concretament els quarts de tò.